# 501.º Batallón Panzer Pesados
El 501.º Batallón Panzer Pesados (en alemán: Schwere Panzer-Abteilung 501) fue un batallón blindado alemán equipado con carros de combate pesados. El batallón fue la segunda unidad en recibir los Tiger I (Panzerkampfwagen VI Ausf. E) luego los reemplazo por Tiger II a mediados de 1944. Esta unidad luchó y se rindió en Túnez, volviendo a formarse en septiembre de 1943; luego luchó en el frente oriental siendo destruida, fue reformada por segunda vez en julio de 1944 siendo rearmada con Tiger II y finalmente fue desactivada el 11 de febrero de 1945. Esta unidad perdió 120 carros de combate y destruyó 450 enemigos. Este fue uno de los promedios más bajos para un batallón de panzer pesados alemanes durante la Segunda Guerra Mundial.

## Cronología operacional

### 1942

#### Mayo
- 10: El batallón se establece en Erfurt, combinando las 501.ª y 502.ª Compañías de Tanques Pesados (formadas el 16 de febrero de 1942) más personal del Panzer-Ersatz-Abteilung 1 y de la escuela de artillería blindada en Putlos. Oficial al mando: Mayor Lueder.
- 23: Reubicación en el área de formación de Ohrdruf. Está previsto que el batallón se equipe con el Tiger (P). Los especialistas y conductores reciben formación en la fábrica de Nibelungenwerk. A principios de agosto de 1942, se ordena al batallón que se cambie al Tiger (H).

#### Agosto
- 30: Llegan los primeros tanques Tigre I.

#### Octubre
- 1: El batallón cuenta con 20 tanques Tigre I y 16 Panzer III, organizados en dos compañías. Los tanques son preparados para su empleo en un clima tropical. Partes de la 2.ª Compañía (1.er y 2.° Pelotones) se transportan al sur de Francia.

#### Noviembre
- 10: Embarque (menos la 2.ª Compañía) para el transporte en trenes a Reggio, en Italia.
- 18: Llegan a Reggio los primeros trenes.
- 20: Embarque del material para su transporte marítimo a Túnez; las tripulaciones son enviadas mediante Ju-52.
- 22: El comandante del batallón llega a Túnez.
- 23: Llegan los 3 primeros Tigres I a Bizerta.
- 24: Antes de la llegada de los primeros Tigres, se forma un Kampfgruppe bajo el mando del Mayor Lueder para el apoyo de Fallschirmjagergruppe Koch cerca de Medjez el Bab. Consistía en dos compañías del 190.º Batallón Panzer y una compañía de motocicletas de la 10.ª División Panzer.
- 25: El Kampfgruppe Lueder comienza a operar a las 11:00 en Djedeida. Después del amanecer, se lleva a cabo un contraataque exitoso.
- 26: Las fuerzas se retiran a la línea St. Cyprien-Djedeida.
- 27: Partiendo del área de reunión en Djedeida, el Kampfgruppe lanza un ataque contra Tebourba. En los días siguientes se libran feroces combates contra una fuerte defensa británica.
- 29: Los tigres se mantienen en reserva, durante el desarme de las fuerzas francesas.

#### Diciembre
- 1: Primer empleo de 3 Tigres y 4 Panzer III de la 1.ª Compañía (Hauptmann von Nolde) partiendo de un área de reunión a 7 kilómetros al este de Dschedeida trae alivio para las fuerzas amigas; 9 tanques estadounidenses noqueados. El comandante de la compañía muere en acción. El Oberleutnant Deichmann se hace cargo y destruye 2 tanques británicos antes de que él mismo sea asesinado por un francotirador.
- 2: El Kampfgruppe Lueder, con un Tigre 1 y 5 Panzer III, recibe la orden del comandante de la 10.ª División Panzer de atacar Tebourba desde el norte, a través de Chouigui, logrando detener los avances enemigos hacia el oeste; 6 Stuart y 4 cañones antitanques aliados noqueados o destruidos; 3 Panzer III destruidos. Debido a la débil moral de combate de la infantería acompañante, el ataque se detiene.
- 3: El ataque continúa después de la unión de dos compañías de granaderos al último Tigre operativo y dos Panzer III. Cerco de Tebourba después de que 3 tigres adicionales, descargados en Bizerta, se ensamblen al sur de El-Bathan.
- 4: Captura de Tebourba con el apoyo de Stukas. Todos los Tigres quedan fuera de combate. Las pérdidas enemigas ascienden a 134 de 182 tanques. El Kampfgruppe Lueder es disuelto.
- 6: Un grupo de 3 Tigres y 4 Panzer III se desplaza desde Dscheideida hasta el Bathan y pone a las fuerzas enemigas en fuga sin disparar un solo tiro.
- 7: Concentración al sur de El Bathan. Debido a la fuerte lluvia, no es posible ningún movimiento de blindados.
- 8: Un Tigre ayuda al desarme de las fuerzas francesas en la región costera.
- 9: El inventario de tanques del batallón notifica 7 Tigres y 5 Panzer III después del refuerzo con un Tigre y otro Panzer III. El resto de la 2.ª Compañía (3.er y 4.º Pelotones) se transporta directamente desde Fallingbostel a Trapani. Los elementos provenientes de Francia de la 2.ª Compañía son transportados desde Sicilia a Túnez.
- 10: Ataque siguiendo la carretera de Massicault en dirección a Medschez el Bab junto con elementos de la 10.ª División Panzer. 2 Tigres a la cabeza; otro en reserva. El ataque gana 13 kilómetros en dirección a Medschez el Bab, con 14 Stuarts destruidos.
- 11: El batallón cubre el flanco sur del ataque. Movimiento del batallón al amanecer en el área 7 kilómetros al este de Dschedeida como reserva del ejército de campaña.
- 17: Siete Tigres en funcionamiento.
- 18: Reubicación en los suburbios de Manouba. 8 Tigres operativos.
- 25: El batallón cuenta con solo 12 Tigres y 16 Panzer III. Misiones ocasionales para la 1.ª Compañía en la región de Túnez.
- 26: Siete Tigres operativos.
- 31: Once Tigres y 16 Panzer III listos para la acción.

### 1943

#### Enero
- 1: Llegan a Túnez los últimos elementos de la 2.ª Compañía.
- 6: Cinco Tigres I participan en un ataque de la 10.ª División Panzer en Bou Arada. Antes de la retirada, el puente de carretera de Pont du Fahs-Bou Arada queda dañado.
- 7: El 49.º Batallón de Ingenieros de Combate logra reparar el puente para la retirada de los Tigres.
- 14: El batallón (menos la 2.ª Compañía) se traslada al área de Pont du Fahs-Zahgoan en preparación para la Operación Mensajero y es adscrito al Kampfgruppe Weber.
- 15: Se forman dos grupos de tanques junto con el 756.º Regimiento de Montaña, con 4 Tigres y 4 Panzer III cada uno. Un tercer grupo de 5 Tigres y 10 Panzer III (Gruppe Lueder) se forma al sur de Pont du Fahs con el 2.º Batallón del 69.º Regimiento Panzergrenadier reforzado.
- 18: Después del ataque, la infantería de montaña se apodera de los desfiladeros al este de Djebel Mansour. A la medianoche, capturan el cruce al suroeste del lago Kebir después de atravesar fuertes posiciones enemigas que están protegidas con minas antitanques. Un Tigre queda inmovilizado después de chocar contra una mina y debe ser desguazado debido a la falta de ruedas de carretera de repuesto en Túnez.
- 19: El Kampfgruppe Lueder ataca al suroeste en dirección a Robaa, siguiendo la carretera principal. Posteriormente gira hacia el sur y captura el cruce de Hir Moussa. Se destruyen veinticinco cañones enemigos. La infantería acompañante está equipada con vehículos de transporte de personal estadounidenses capturados.
- 20: Ataque a través del cruce 7 kilómetros al norte del castillo de Ksar Lemsa en dirección este hacia Sibha. Posteriormente, la fuerza regresa al cruce e inicia un asalto hacia el sur. La 2.ª Compañía es empleada a lo largo de la carretera de Robaa. El Tigre con numeral 231 es noqueado por un cañón británico de 6 libras y los ingenieros británicos hacen explotar un segundo tanque. Quedan 12 Tigres y 14 Panzer III en funcionamiento.
- 21: Toma del cruce Quesseltia-Kairouan. Un contraataque británico con 12 tanques es repelido por el 2º Pelotón de la 1.ª Compañía (Leutnant Vermehren) y 3 tanques enemigos son destruidos. Un Panzer III (Unteroffizier Altenburg) es noqueado durante una misión de reconocimiento.
- 22: Es rechazado otro ataque enemigo de Quesseltia. El pelotón ligero (Oberleutnant Kodar) repele un ataque de flanco; se pierde el Panzer III del líder del pelotón. Se establece contacto con las fuerzas que avanzan desde Sbikha y Kairouan. Durante la desconexión, el Tigre con numeral 121 del segundo líder de pelotón se quema. Quedan 17 tanques.
- 24: Los tanques restantes llegan al área de reunión en Kairouan, al este de Djebel Chakeur. Durante la Operación Mensajero I se destruyen 7 tanques y más de 30 cañones. Después de varias marchas nocturnas por carretera, la 1.ª Compañía llega a un área de reunión cerca de Zaghouan. La 2.ª Compañía repele los ataques británicos al suroeste de Pont du Fahs, pero sufre graves pérdidas.
- 31: Como resultado del éxito de los Aliados, el Kampfgruppe Weber es reconstruido para la Operación Mensajero II. El batallón dispone de 11 Tigres y 14 Panzer III en funcionamiento. Los tanques del batallón se dividen entre los dos grupos de ataque (II./Panzer-Grenadier-Regiment 69 y GebirgsJager-Regiment 756). Las fuertes defensas antitanques y los campos de minas paralizan el ataque. Por primera vez, se penetra el blindaje de 2 Tigres; un tanque arde y debe ser volado durante la noche siguiente. Posteriormente, el grupo de Tigres se retira. Quedan 16 tanques.

#### Febrero
- 8: La 1.ª Compañía (Oberleutnant Schmidt-Bornagius) se adjunta en Sbikha a la 10.ª División Panzer para la Operación Viento de Primavera.
- 13: Después de varias marchas nocturnas a través de Kairouan, la 1.ª Compañía (6 Tigers y 9 Panzer III) se une al Kampfgruppe Reimann en el olivar cerca de Bou Thadi.
- 14: Después de atravesar el paso de Faid, la compañía líder de los Tigres ataca el área 8 kilómetros al norte de Sidi Bou Zid. Dos contraataques de la 1.ª División Acorazada de EE. UU. son repelidos frente a Dschebel Lessouda y pierden 20 Sherman.
- 15: La 1.ª Compañía cubre el ataque del 86.º Regimiento de PanzerGrenadier hacia el sur a lo largo de la carretera a Sbeila.
- 16: Como resultado del exitoso ataque de Rommel hacia Gafsa, la ofensiva se detiene para cambiar de dirección, hacia el prometedor asalto a Tebassa. La 1.ª Compañía es adscrita al 7.º Regimiento Panzer y dispersa las fuerzas enemigas en el cruce de Sidi Bou Zid. El comandante de la compañía, Oberleutnant Schmidt-Bornagius, muere en combate. El Oberleutnant Hartmann asume el mando interino.
- 17: Se ordena a la 1.ª Compañía trasladarse a un área de reunión en Pichon. Tras la cancelación del ataque planeado, viaja hasta a Oghrane, cerca de Zaghouan. Mientras tanto, la 2.ª Compañía sigue en acción en el área de Pont du Fahs.
- 26: Ambas compañías reciben 15 Panzer IV y forman el Kampfgruppe Lang para la Operación Cabeza de Buey, junto con el 2.º Batallón del 7.º Regimiento Panzer. El batallón de Tigres I es fusionado con el regimiento, convirtiéndose en el 3.er Batallón del mismo; la 1.ª Compañía pasa a ser la 7.ª y la 2.ª se convierte en la 8.ª. El regimiento ataca hacia Beja y captura a Sidi Nen Sir.
- 27: El ataque se atasca en Djebel Ben Drar debido al terreno embarrado y a los numerosos ataques aéreos. El Tigre del Leutnant Vermehren, golpea una mina.
- 28: El ataque continúa en la oscuridad. A 12 kilómetros de Beja, 7 Tigres son inmovilizados por minas. Solo 2 Tigres, 3 Panzer III y 2 Panzer N siguen operativos. El mayor Lueder, el Oberleutnant Kodar, el Oberleutnant Hartmann y el Oberleutnant Stockhammer resultan heridos a 15 kilómetros al sur de Sidi Nen Sir. Llegan 2 Tigres más. En total, el 3.er Batallón tiene 18 tanques.

#### Marzo
- 1: Todas las acciones ofensivas deben detenerse. Todos los tanques inmovilizados deben volarse. Solo queda 1 Tigre operativo. El 3.er Batallón tiene 11 tanques.
- 4: Tres Tigres I en funcionamiento.
- 5: Tres Tigres, 2 Panzer III y 2 Panzer IV en funcionamiento.
- 10: Seis Tigres, 12 Panzer III y 7 Panzer IV en funcionamiento. Los tanques operativos se emplean en varias acciones defensivas.
- 17: Los 11 Tigres restantes y los demás subelementos del batallón son adscritos al recién llegado 504.º Batallón Panzer Pesados.

#### Mayo
- 12: Los restos del batallón se rinden en la Península de Bon a las tropas británicas.

## Organización
En 1942, se planeó formar los batallones de tanques pesados con dos compañías de tanques de cuatro pelotones cada uno (compuesto por 2 Tigres y 2 Panzer III cada uno), con un Tigre para cada comandante de compañía y dos para la sección de mando del batallón. Pero dado que 8 Tigres de la 2.ª Compañía tomaron un desvío a través del sur de Francia, y la mayoría del batallón fue enviado a Túnez, se tuvo que improvisar. La 1./Schwere Panzer-Abteilung 501 constaba de cuatro pelotones de tanques de 2 Tigres y 2 Panzer III cada uno y dos Tigres para la sección del cuartel general de la compañía. Los Tigres tenían los números de torreta 100, 200, 111,112,121,122,131,132,141 y 142 y los Panzer III 113,114,123,124,133,134, 143 y 144. Los dos Tigres restantes, 01 y 02, formaban la sección del cuartel general del batallón. Los otros 8 Panzer III (Modelo N) fueron concentrados en un pelotón ligero y numerados del 03 al 10. Los 8 Tigres de la 2./Schwere Panzer-Abteilung 501 tenían los números 211, 212, 221, 222, 231, 232, 241 y 243 y estaban organizados en Francia en el 1.er y 2.º pelotones con 4 Tigres cada uno.
A finales de enero de 1943, cuando se perdieron en acción dos Tigres (numerales 121 y 142), el 1./Schwere Panzer-Abteilung 501 se reorganizó en tres pelotones de cinco tanques cada uno, siendo el quinto un Panzer III (115, etc.). En febrero, cuando las dos compañías de tanques se incorporaron al 7.º Regimiento Panzer de la 10.ª División Panzer como su 3er Batallón, la organización cambió nuevamente. La 1./Schwere Panzer-Abteilung 501 aún tenía tres pelotones de cinco tanques cada uno, con el 1º y 2º pelotones con tres Tigres y el 3er pelotón con cinco. El resto de puestos los ocuparon Panzer III. Esto resultó en una serie numeral de 711, 712, 714, 721, 722, 724, 731 y 732 para los Tigres, y 713, 715, 723, 725, 733, 734 y 735 para los Panzer III. La 8.ª Compañía del 7.º Regimiento Panzer también tenía tres pelotones, pero en una configuración diferente. Los Tigres tenían los números 811,812,813,821,822,823,831 y 833; los otros son Panzer III Ausf. J o Ausf N. Quince de estos últimos tipos habían sido entregados antes de la Unternehmen Ochsenkopf (Operación Cabeza de Buey), a finales de febrero de 1943.
Después del catastrófico resultado de los combates en Beja, con 7 Tigres, 4 Panzer IV y 8 Panzer III perdidos en su mayoría del 8.ª Compañía del 7.º Regimiento Panzer, todos los tanques del 3er Batallón se fusionaron en una sola compañía. Consistía en tres pelotones de cinco tanques cada uno, con el mismo sistema de numeración (el anterior 812 pasaba a ser el 712). Los 11 Tigres restantes y el resto de Panzer III y Panzer IV se unieron al 504.º Batallón Panzer Pesados el 17 de marzo de 1943, lo que provocó cierta confusión por el hecho de que el Schwere Panzer-Abteilung 501 / 3er Batallón del 7.º Regimiento Panzer seguía informando de su fuerza por separado incluso después de esa fecha, y el 504.º les incluyó en sus informes de fuerza.
Después de su reconstitución en el otoño de 1943, el batallón tenía la disposición regular de organización y sistema de numeración. Esto sucedería igualmente cuando el batallón recibió más tarde los Tigre II. Los tanques del cuartel general del batallón estaban numerados 001, 002 y 003. Después de las primeras pérdidas dramáticas de tanques Tiger II en agosto y septiembre de 1944, se integraron unos 20 tanques Tigre I del 509.º Batallón Panzer Pesados, lo que elevó el batallón a una dotación total de 53 tanques. Esto resultó en una mezcla de tanques incluso dentro de los pelotones. Los tanques sobrantes reforzaron las secciones mando de las compañías (102,202,302, etc.).

### Camuflaje y marcas
Todos los vehículos del batallón fueron pintados en arena oliva antes de ser transportados a África. Los Tigres de la 1.ª Compañía tenían una Balkenkreuz pintada en el medio del costado del casco que era más gruesa que la de la 2.ª Compañía. El batallón marcaba sus Tigres con números muy grandes en los costados de la torreta, los cuales cubrían casi toda la altura de la torreta. Los Panzer III también tenían el camuflaje arena oliva. La insignia del batallón estaba pintada en la placa frontal del casco, ya fuera justo encima del bloque de visión del conductor o a la izquierda del mismo. Para que el camuflaje del tanque fuera más adecuado a la vegetación del norte de Túnez, se repintaron algunos tanques con pintura verde oliva capturada del ejército de los EE. UU., pues era más oscuro que el tono original. El número de la torreta no se volvió a pintar. Después de volver a numerar los tanques cuando las dos compañías se fusionaron con el 7.º Regimiento Panzer, los números conservaron el tamaño pero luego se contornearon con blanco. La mayoría de los Tigres tenían un romboide delineado en rojo con una pequeña "S" latina en la parte derecha de la placa frontal que significaba Schwere (Pesada). La insignia del batallón, un tigre al acecho, se colocó en amarillo y negro en el lado izquierdo del casco delantero sobre el bloque de visión del conductor.

## Equipamiento
Los primeros 20 Tigre I entregados al batallón en el otoño de 1942 fueron de los 45 primeros producidos que tenían una portilla para armas cortas en la parte trasera derecha de la torreta. Dado que los tanques se entregaron sin guardabarros de oruga, la unidad los equipó antes de comenzar el transporte a Italia. Estos guardabarros de campo, hechos de láminas de metal curvas, eran significativamente más pequeños que los posteriormente equipados desde fábrica. La caja de almacenamiento en la parte trasera de la torreta (casera) era mucho más grande que la versión de serie posterior. Otra característica distintiva fue la fijación única de los dos faros en bisagras de metal adicionales en la mitad del casco delantero para evitar que se corten con el tubo del cañón. A diferencia de la 1.ª Compañía, la 2.ª Compañía tenía eslabones de cadena soldados en el frente del casco. Otros también los tenían en la proa delantera.
Tres tanques transportados a Túnez como refuerzo no retuvieron el faldón de la ametralladora en el lado derecho de la torreta. Debido a la lenta producción, los primeros batallones de Tigre también fueron equipados con Panzer III. El Schwere Panzer-Abteilung 501 recibió 8 Panzer III Ausf. J y 8 Panzer III Ausf. N. La 3.ª Compañía, con 14 tanques entregados en junio de 1943, fue transferida al Regimiento Panzer Grossdeutschland. Presentaban un bloque de visión del cargador y el motor HL230P45.
Después de la reconstitución, el batallón recibió 45 nuevos Tigre I entre octubre y noviembre de 1943. Estos tanques ya estaban equipados con el nuevo tipo de cúpula y contaban con una sola luz delantera en el medio del frente del casco. Los eslabones de orugas se colocaron en ambos lados de la torreta. La mayoría de los tanques tendrían más tarde pasta antimagnética Zimmerit. Los últimos 6 tanques Tigre I suministrados en junio de 1944 fueron de la última versión, con ruedas de rodadura con borde de acero, blindaje del techo de la torreta mejorado y visor monocular de artillero. Después de ser totalmente destruido en el verano de 1944, el batallón fue nuevamente reconstituido con 45 Tigre II. Fue el primer batallón de tanques pesados equipado completamente con Tigres II, con la torreta de fábrica y pasta Zimmerit.

## Comandantes
- Comandante Hans-Georg Lueder (10 de mayo de 1942 - 28 de febrero de 1943) (herido).
- Comandante August Seidensicker (17 de marzo de 1943 - 12 de mayo de 1943).
- Comandante Erich Löwe (septiembre de 1943 - 23 de diciembre de 1943) (desaparecido).
- Comandante von Legat (enero de 1944 - 22 de agosto de 1944) (relevado).
- Comandante Saemisch (22 de agosto de 1944 - 13 de enero de 1945) (muerto en combate).

## Medallas
- Comandante Erich Löwe (Cruz de Caballero de la Cruz de Hierro, 24 de diciembre de 1943, Cruz de Caballero con Hojas de Roble 8 de diciembre de 1944)